# Mariano Paz Soldán

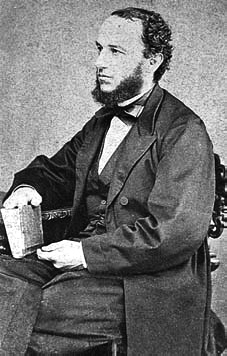
Mariano Paz Soldán

Mariano Felipe Paz Soldán (* 22. August 1821 in Arequipa, Peru; † 3. Dezember 1886) war ein peruanischer Historiker und Geograf.
Er studierte die Rechte und nach einiger Zeit juristischer Tätigkeit wurde er 1853 Minister von Neugranada. Nach seiner Rückkehr entwarf er Pläne eines Gefängnisses in Lima, wobei er Unterstützung des Generals Ramon Castilla erfuhr. 1860 machte Castilla ihn zum Sekretär für öffentliche Angelegenheiten, zu denen die Errichtung der Simón-Bolívar-Statue in Lima zählte. Er engagierte sich in der Währungsreform durch die Herausnahme der sich verschlechternden bolivianischen Münzen.
1861 veröffentlichte er seinen Großen Atlas der Republik Peru und 1868 den ersten Band seiner Geschichte von Peru nach der Erlangung ihrer Unabhängigkeit, dem ein zweiter Band folgte. Der dritte mit der Geschichte bis 1839 wurde posthum durch seinen Sohn veröffentlicht. 1870 wurde er Justizminister unter Präsident José Balta, doch zog er sich bald aus dem öffentlichen Leben zurück und widmete sich seinem Großen geografischen Wörterbuch von Peru, das 1877 erschien. Während des Salpeterkrieges suchte er Zuflucht in Buenos Aires, wo er als Professor im National College lehrte und die Geschichte des jenes Krieges schrieb und 1884 veröffentlichte.
In jener Zeit veröffentlichte er auch 3 Landkarten Argentiniens, deren widersprüchlichen Grenzverlauf in der Beagle-Kanal-Zone allerdings vom Schiedsgericht im Beagle-Konflikt mit folgender Begründung abgelehnt wurde: «Two volte-faces of this kind within one five-year period —for which no explanation seems to have been offered— must throw doubt on the credibility of the whole series of Paz Soldán based maps».